# وحدة المعلومات (مسلسل)
وحدة المعلومات (بالإنجليزية: Intellegence)‏ مسلسل تلفيزيوني كندي ينتمى لفئة دراما الجريمة، من كتابة كريس هادوك، وبطولة إيان تراسي وكليا سكوت. بُث في الفترة ما بين 10 أكتوبر 2006 و10 ديسمبر 2007 على على شبكة سي بي سي التلفزيونية ( CBC). هي وحدة منتخبة لمحاربة تجارة المخدرات والمخابرات الأجنبية والمافيا والجواسيس.ويكشف عن عملية توظيف العملاء والصراعات ما بين الفروع الأمنية في كندا. تمت دبلجته للعربية من طرف شركة فردوس آرت برودكشنز.

## روابط خارجية
- وحدة المعلومات على موقع IMDb (الإنجليزية)
- وحدة المعلومات على موقع ميتاكريتيك (الإنجليزية)
- وحدة المعلومات على موقع روتن توميتوز (الإنجليزية)
- وحدة المعلومات على موقع نتفليكس (الإنجليزية)
- وحدة المعلومات على موقع كينوبويسك (الروسية)
- وحدة المعلومات على موقع ألو سيني (الفرنسية)
- وحدة المعلومات على موقع قاعدة بيانات الفيلم (الإنجليزية)